# Macintosh II
Il Macintosh II è il primo computer della famiglia Macintosh II della linea Apple Macintosh (da non confondere con l'Apple II, linea di computer non Macintosh) nonché il primo modello di Macintosh "modulare", così definito perché inserito in un case standard con la possibilità di espanderne le funzionalità, a differenza di tutti i Macintosh precedenti che erano dei modelli all-in-one con un monitor in bianco e nero. Il modello Macintosh II consentiva agli utenti di utilizzare anche schermi ampi a colori e, se lo si desiderava, anche più monitor contemporaneamente, grazie alla possibilità di montare più di una scheda grafica.

## Caratteristiche tecniche

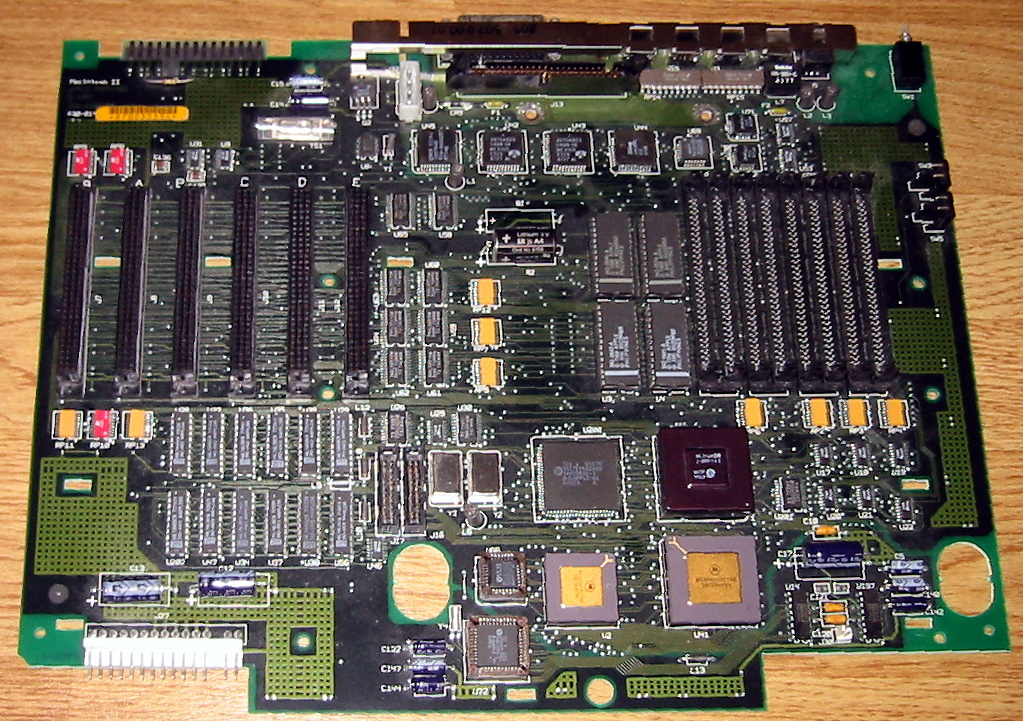
La motherboard del Macintosh II

Presentato il 2 marzo 1987, il Macintosh II era dotato di un processore Motorola 68020 funzionante a 16 MHz, coadiuvato da una FPU Motorola 68881. Il modello base era dotato di un floppy disk da 800 KB ed era venduto a 3.898 USD oppure poteva montare un hard disk da 40 MB opzionale, per un prezzo di vendita di 5.498 USD. Erano disponibili 6 slot NuBus di espansione, di cui uno utilizzato dalla scheda grafica, dato che essa non era integrata nella scheda madre. La scheda grafica, con 256 o 512 KB di memoria video, permetteva di gestire una risoluzione massima di 640×480 pixel a 256 colori con una tavolozza di 16,4 milioni di colori. Montando più schede grafiche, si potevano utilizzare più monitor contemporaneamente.
Il computer disponeva di 8 connettori per il montaggio di altrettanti banchi di memoria RAM, per un quantitativo totale che poteva andare da 1 a 68 megabyte (in quest'ultimo caso, i primi 4 banchi erano da 1 MB l'uno, mentre gli altri 4 erano da 16 MB l'uno). Il sistema operativo di serie, montato nella ROM originale, permetteva di accedere solo ad 8 MB di memoria: per gestire quantitativi di memoria superiori ad 8 MB ed inferiori a 20 MB l'utente doveva acquistare un kit di espansione denominato "Mode32" basato su un coprocessore Motorola PMMU da installare nel computer, grazie al quale la maggiore RAM era gestita come memoria virtuale. Per dotazioni superiori ai 20 MB l'utente, oltre al kit "Mode32", doveva acquistare anche il kit di aggiornamento "FDHD" che offriva il lettore SuperDrive e la relativa circuiteria di supporto grazie al quale poteva utilizzare fino a 68 MB di RAM.
Il Macintosh II fu il primo di una serie di computer caratterizzati da dei nomi molto simili e che per questo potevano essere confusi, come ad esempio i Macintosh IIx e il Macintosh IIfx. Tranne il Macintosh II, tutti gli altri modelli erano dotati di processore 68030 ed era possibile aggiornare il computer sostituendo la scheda madre.